# Amtsgericht Bad Iburg

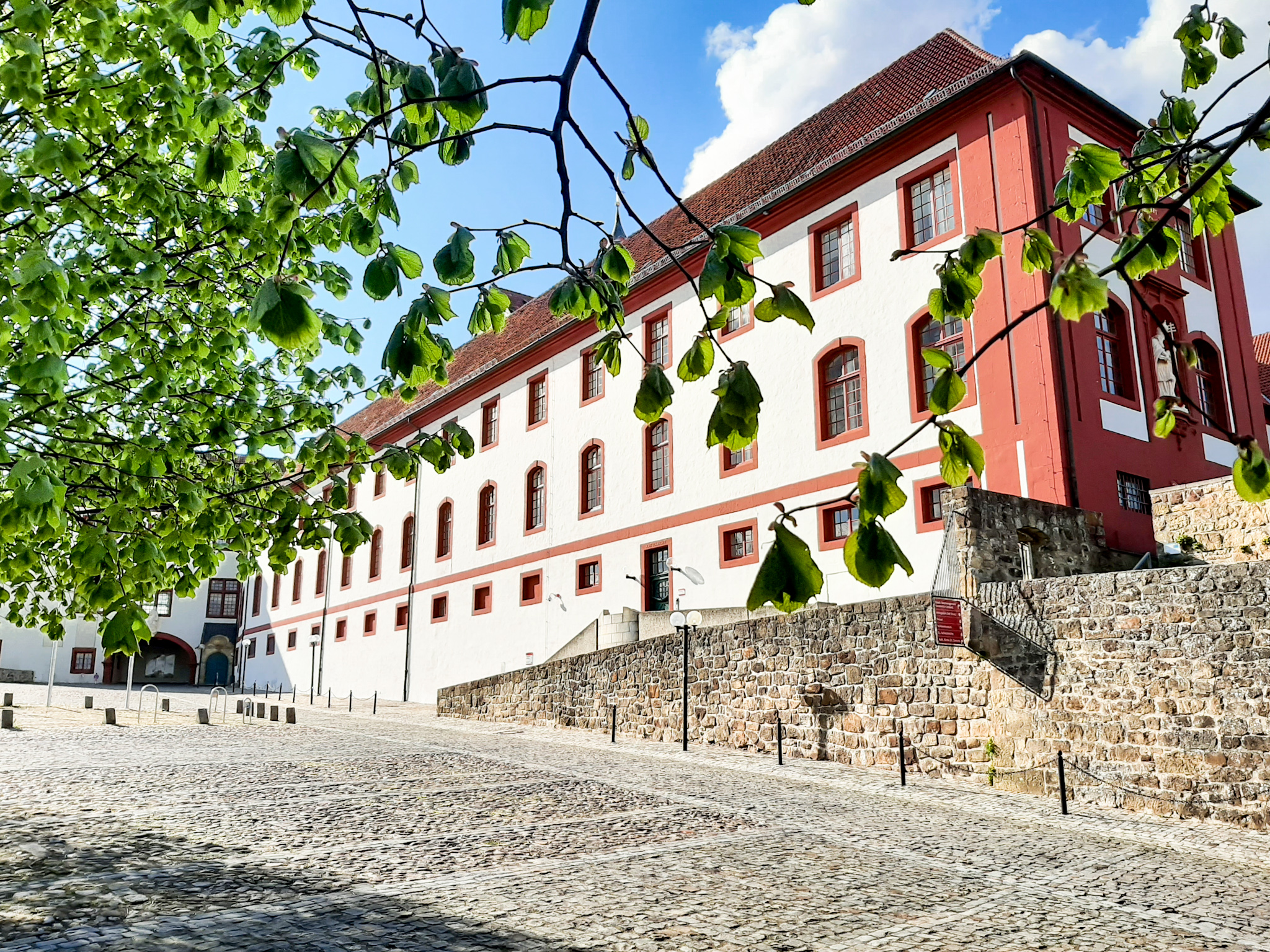
Amtsgericht im Schloss Iburg – Blick von der Klotzbahn

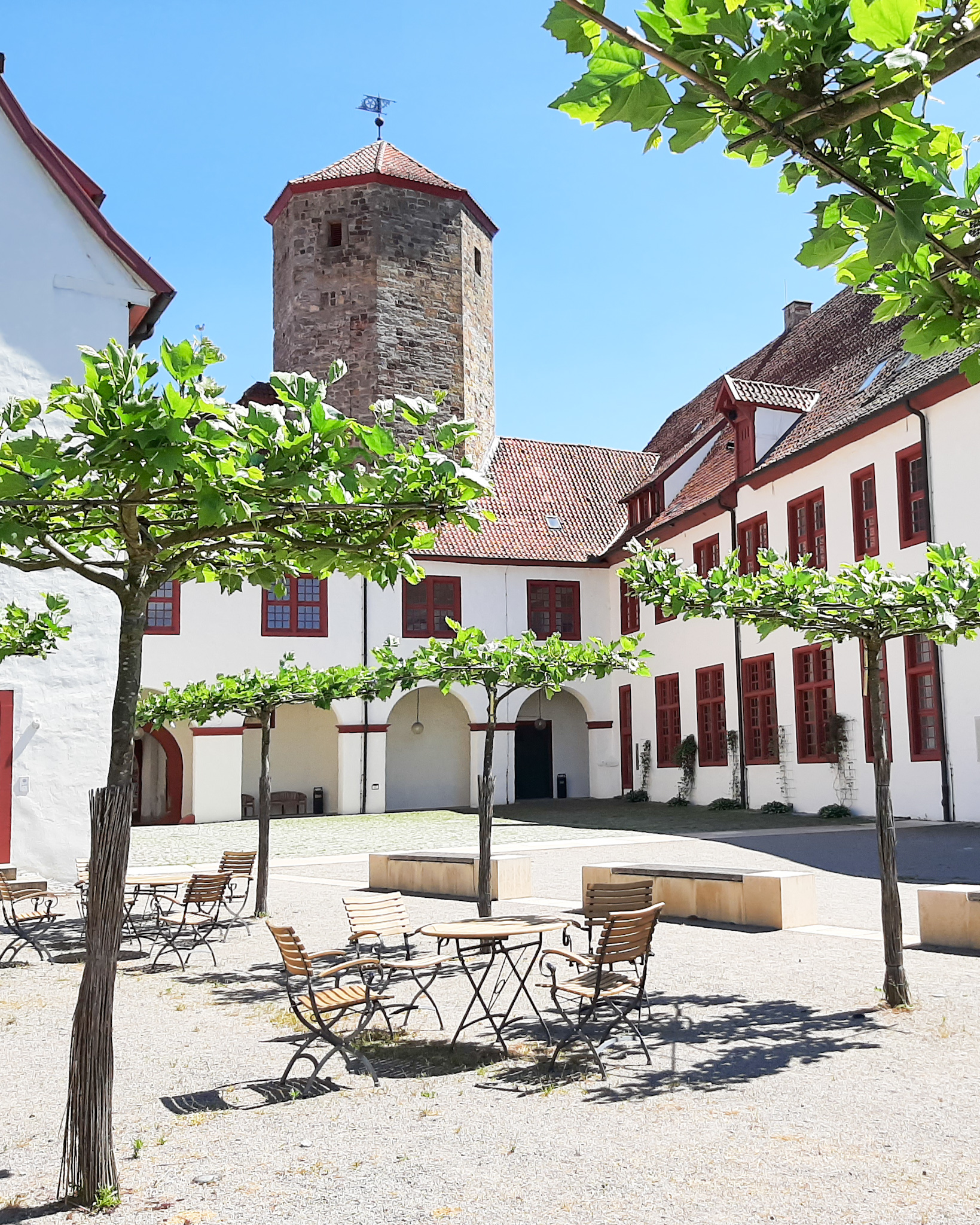
Bennoturm – Blick vom Ulmenhof

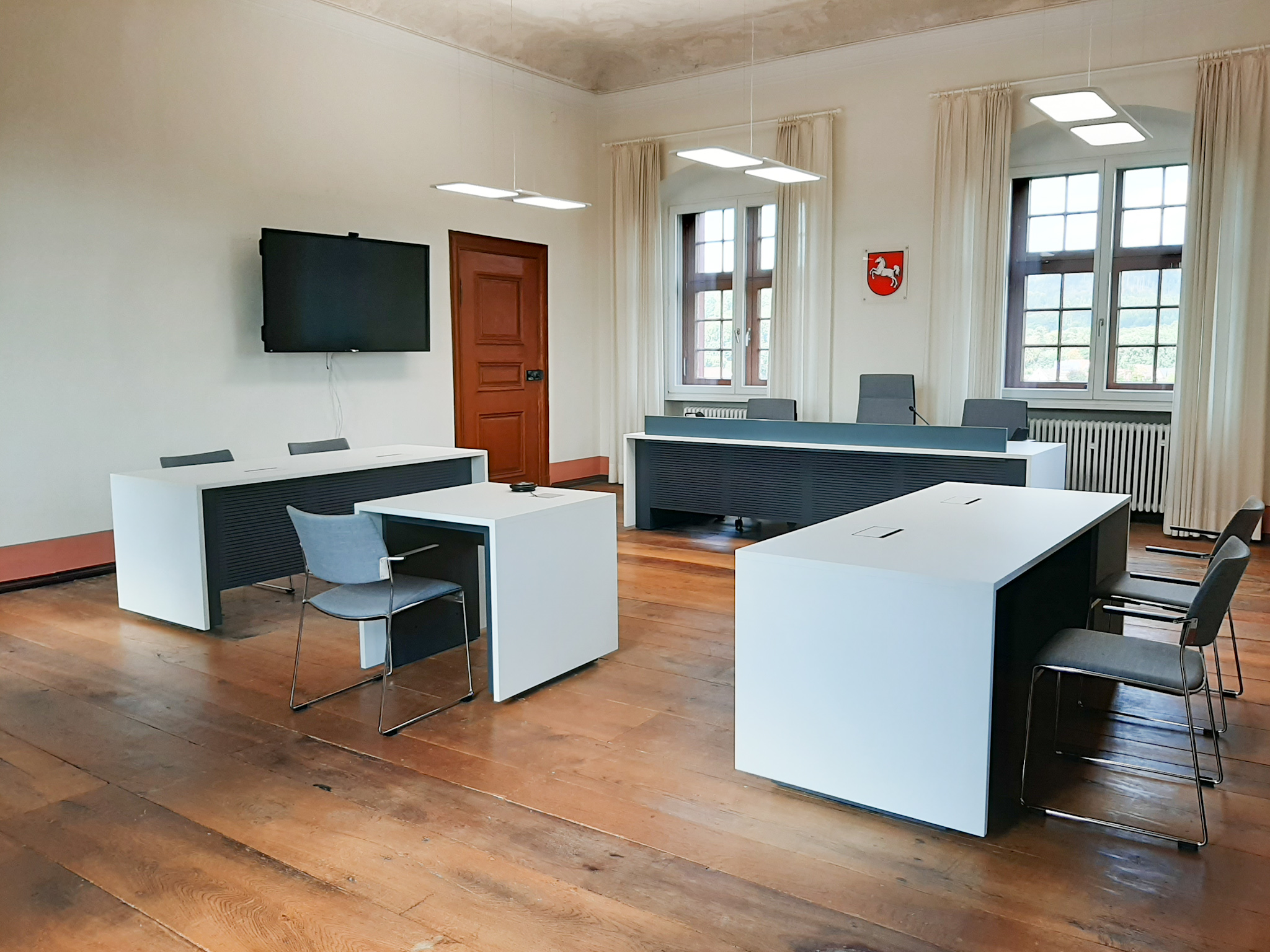
Abteisaal – hier tagt das Zivil- und das Familiengericht

Das Amtsgericht Bad Iburg  ist eines von sechs Amtsgerichten im Bezirk des Landgerichts Osnabrück mit Sitz im Schloss Iburg in Bad Iburg.

## Geschichte
Bereits 1225 bestand ein Gogericht Iburg. Nach der Revolution von 1848 wurde im Königreich Hannover die Rechtsprechung von der Verwaltung getrennt und die Patrimonialgerichtsbarkeit abgeschafft.
Das Amtsgericht wurde daraufhin mit der Verordnung vom 7. August 1852 die Bildung der Amtsgerichte und unteren Verwaltungsbehörden betreffend als königlich hannoversches Amtsgericht gegründet.
Es umfasste das Amt Iburg und Amt Dissen zu Iburg.
Das Amtsgericht war dem Obergericht Osnabrück untergeordnet. Mit der Annexion Hannovers durch Preußen wurde es zu einem preußischen Amtsgericht in der Provinz Hannover.

## Zuständigkeit
Als Gericht erster Instanz ist das Amtsgericht Bad Iburg primär für die Entscheidung von Zivil- und Strafrechtsverfahren zuständig. Funktionell gehört es zur ordentlichen Gerichtsbarkeit.
Der Gerichtsbezirk umfasst die Gebiete der Gemeinden Bad Iburg, Bad Laer, Bad Rothenfelde, Dissen am Teutoburger Wald, Georgsmarienhütte, Glandorf, Hagen am Teutoburger Wald und Hilter am Teutoburger Wald.

## Übergeordnete Gerichte
Dem Amtsgericht Bad Iburg übergeordnet ist das Landgericht Osnabrück. Zuständiges Oberlandesgericht ist das Oberlandesgericht Oldenburg.

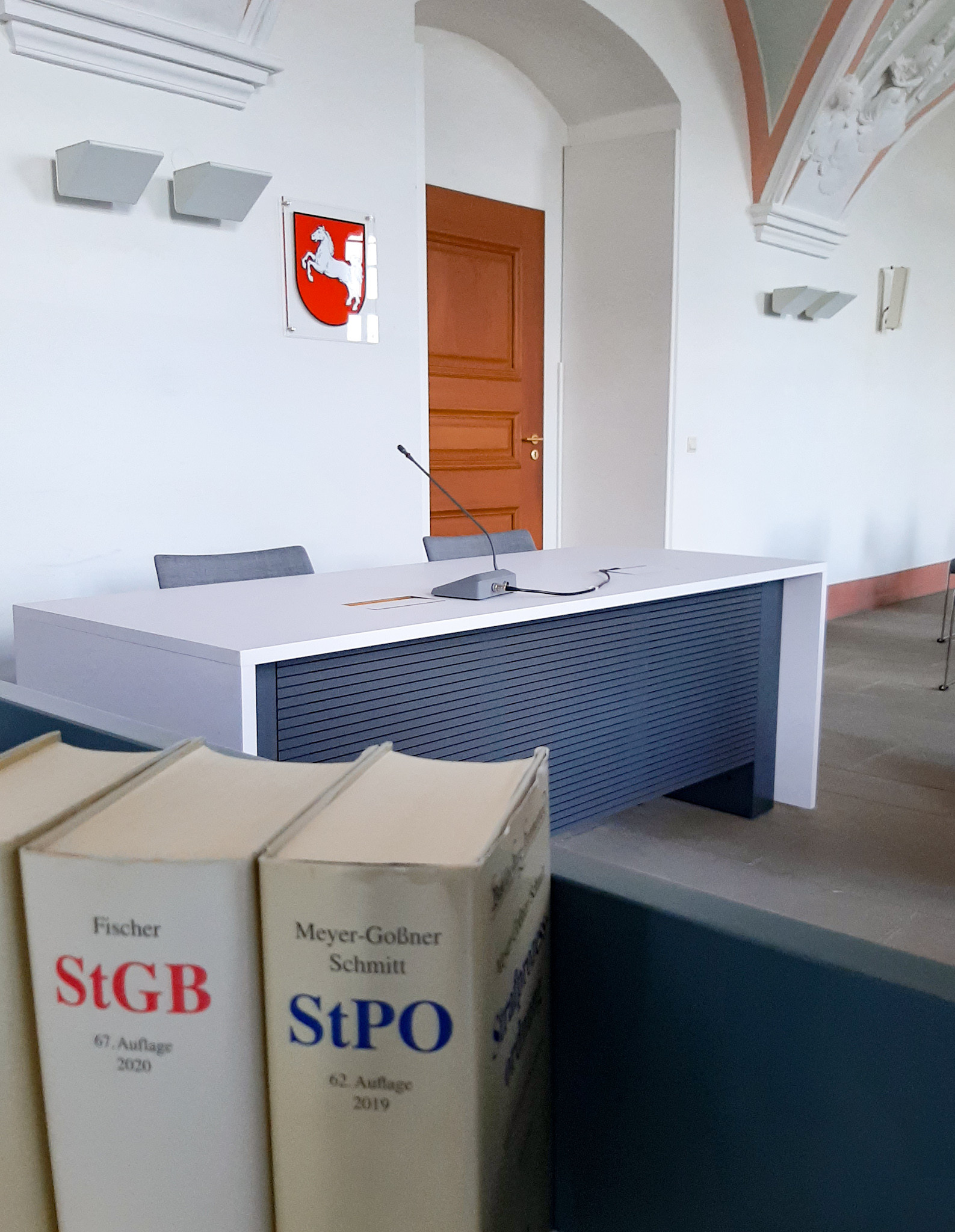
Bibliothekssaal – hier tagt das Strafgericht

## Organisation
Direktorin des Amtsgerichts ist seit 2016 Susanne Kirchhoff. Mit ihrer Ernennung steht erstmals in der Geschichte des Gerichts eine Frau an der Spitze.
Zurzeit arbeiten beim Amtsgericht Bad Iburg sieben Richter, neun Rechtspfleger, 20 Angestellte und Beamte der mittleren Beschäftigungsebene, drei Wachtmeister, vier Gerichtsvollzieher und zwei Anwärterinnen, die den Beruf des Justizfachwirts erlernen. Zwei Rechtspflegeranwärterinnen absolvieren ihre praktische Studienzeit im Amtsgericht und regelmäßig werden Rechtsreferendare ausgebildet. 

## Aufgaben und Statistik
Pro Jahr werden rund 560 Zivil-, 850 Straf- und 450 Familiensachen verhandelt und erledigt. Bearbeitet werden außerdem Landwirtschaftssachen, Grundbuchsachen, Anträge auf Erteilung eines Erbscheins. Richter bestellen gesetzliche Betreuer, wenn jemand infolge einer Krankheit oder eines Unfalls nicht mehr in der Lage sein sollte, seine Angelegenheiten selbstständig zu regeln. Zahlen Schuldner ihre (titulierten) offenen Rechnungen nicht freiwillig, kümmern sich die Gerichtsvollzieher um deren zwangsweise Durchsetzung.
Einen Überblick über die Geschäfte bietet der Jahresbericht. Er nennt Zahlen und Fakten rund um das Amtsgericht und berichtet über Entwicklungen des vergangenen Jahres.

## Weblinks

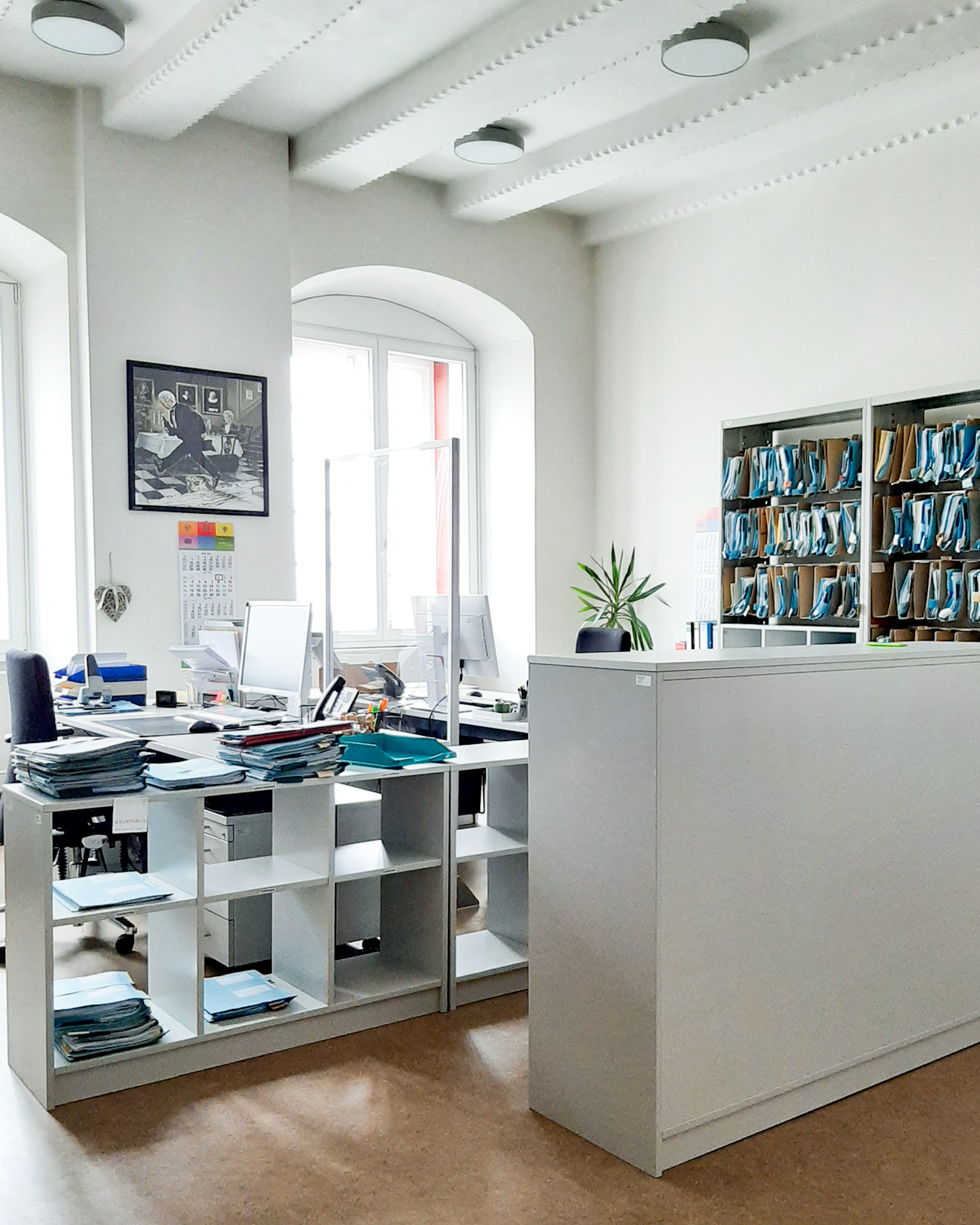
Familiengericht – Blick in die Serviceeinheit